# NEW BLOOD
「NEW BLOOD」（ニューブラッド）は、日本のバンドDのインディーズ1枚目のミニアルバム。2003年7月18日発売。発売元はGOD CHILD RECORDS。
2004年12月8日に5000枚限定販売で、リマスタリング版『NEW BLOOD 〜second impact〜』が販売された。ボーナストラック「瓦礫の花」が追加されている。

## 収録曲
1. Vampire Missa
(作詞・作曲：ASAGI)
2. 弾丸
(作詞・作曲：ASAGI)
3. EDEN
(作詞：ASAGI / 作曲：Ruiza)
4. Lost breath
(作詞：ASAGI / 作曲：Ruiza)

## 収録曲（Second Impact）
1. Vampire Missa
(作詞・作曲：ASAGI)
2. 弾丸
(作詞・作曲：ASAGI)
3. EDEN
(作詞：ASAGI / 作曲：Ruiza)
4. Lost breath
(作詞：ASAGI / 作曲：Ruiza)
5. 瓦礫の花
(作詞・作曲：ASAGI)